# Buchowo (obwód miejski Sofii)
Buchowo (bułg. Бухово) – miasto w Bułgarii; 3 tys. mieszkańców (2010).